# Nadal (famiglia)

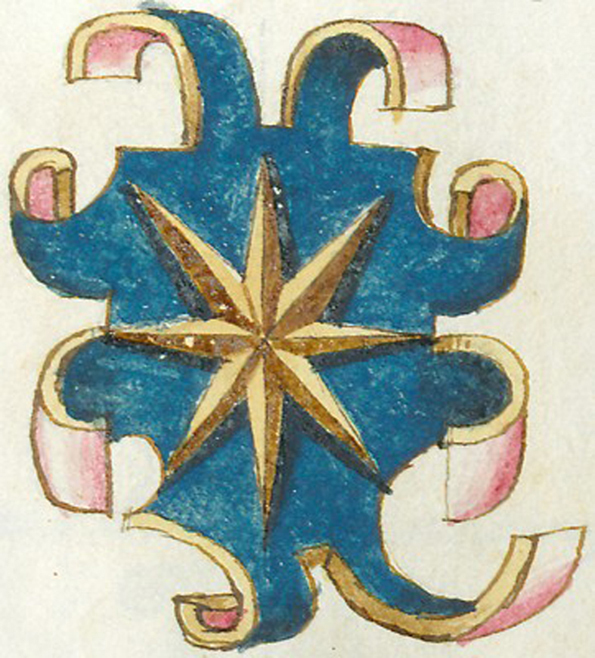
Stemma Nadal

I Nadal (talvolta anche Natali) furono una famiglia patrizia veneziana, annoverata fra le cosiddette Case Nuove.

## Storia
Secondo la tradizione, i Nadal sarebbero stati originari dell'entroterra veneto, precisamente di Oderzo, donde, nel 790, si trasferirono prima a Torcello e quindi a Rialto.
Dopo aver dato alla città lagunare antichi tribuni, i Nadal furono inclusi nel patriziato veneto alla serrata del Maggior Consiglio del 1297. Una parte della famiglia, successivamente, si trasferì nelle colonie veneziane sull'isola di Candia.
Dopo la caduta della Serenissima, la famiglia Nadal ricevette la conferma della patente di nobiltà dal governo imperiale austriaco con la Sovrana Risoluzione del 22 novembre 1817.

## Membri illustri
- Pietro Nadal (1330 ca. - prima del 1406), umanista, fu vescovo di Equilio dal 1370 alla morte
- Giovanni Girolamo Nadal (1350 ca. - dopo il 1383), umanista, fratello del precedente

## Luoghi e architetture
A Venezia, in San Moisè, esisteva un tempo un Palazzo Nadal, oggi scomparso.